# Phymateus saxosus
Phymateus saxosus är en insektsart som beskrevs av Charles Coquerel 1862. Phymateus saxosus ingår i släktet Phymateus och familjen Pyrgomorphidae. Inga underarter finns listade i Catalogue of Life.

## Bildgalleri

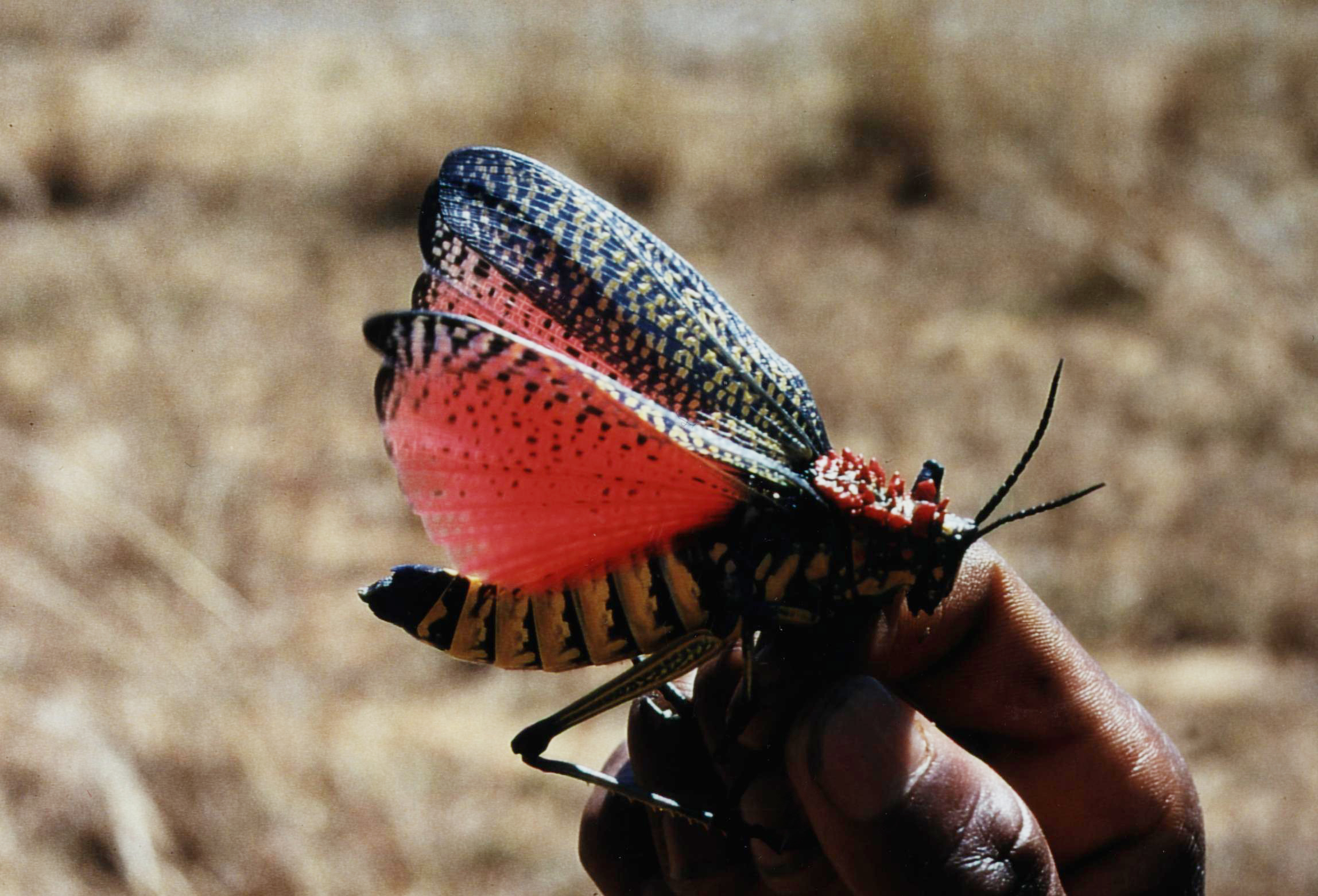
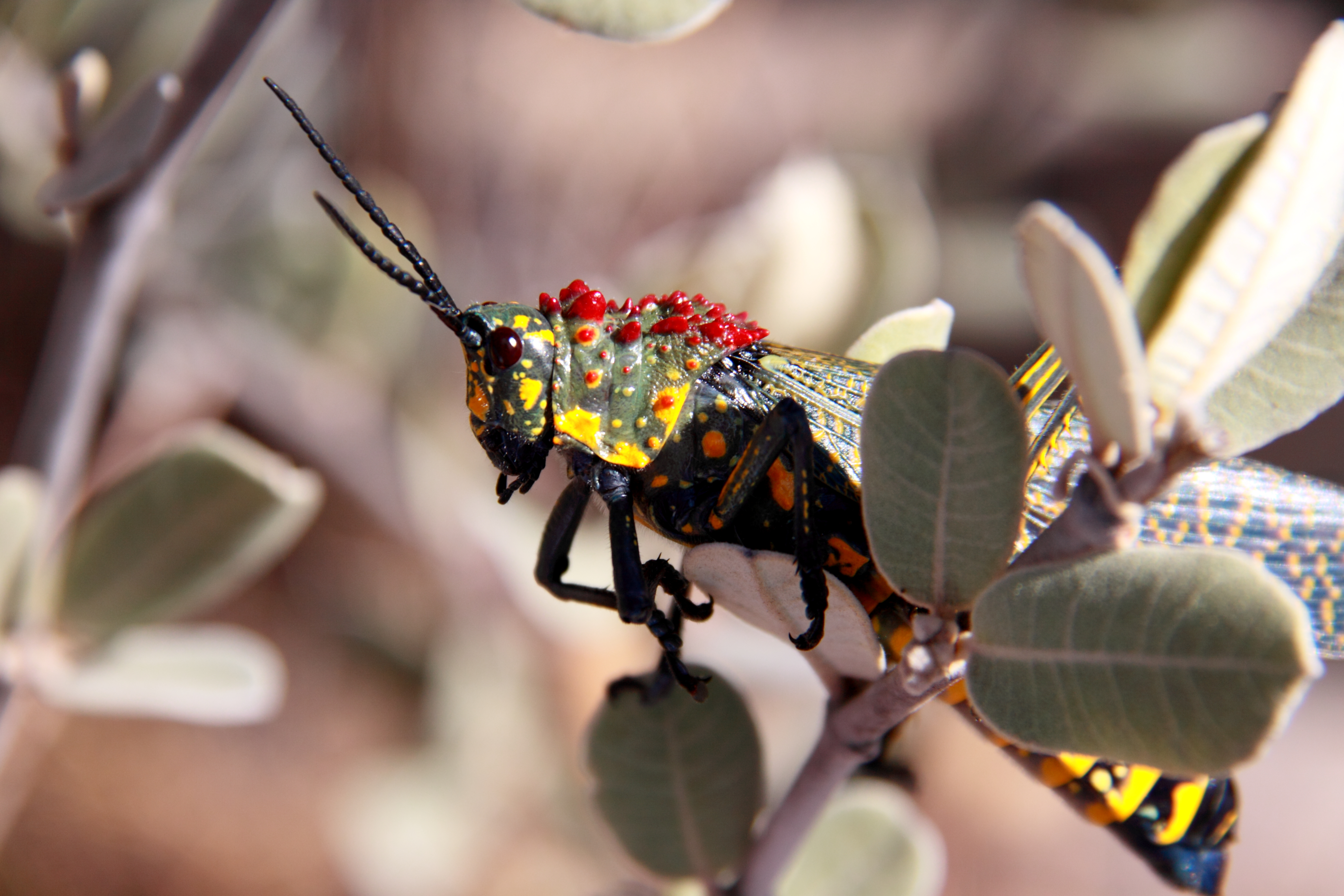